# Корнилов, Михаил Максимович
Михаил Максимович Корнилов (род. 2 ноября 1949) — советский и российский театральный актёр, режиссёр, театральный деятель. Народный артист Российской Федерации (2024).

## Биография
Михаил Максимович родился в 1949 году. С детских лет увлекался театром, посещал драматический кружок во Дворце пионеров города Хабаровска. После окончания школы поступил в Иркутское театральное училище. После второго курса был призван на срочную службу в ряды ВС СССР.
В 1980 году окончил обучение в театральном училище. Вслед за супругой, с которой познакомились на первых курсах учёбы в Иркутске, поехал в Чувашию. Был принят на службу в Чувашский русский драматический театр. Успешно работал с режиссёром Борисом Голубицким. На сцене театра в Чебоксарах актёр проработал с 1972 по 1989 годы. Объехал с гастролями весь Советский Союз.
В 1987 году Голубицкий был назначен главным режиссёром Орловского государственного академического театра им. И. С. Тургенева, а через два года к этой труппе присоединились и Корнилов с женой.

## Семья
Жена — актриса, заслуженная артистка Российской Федерации Татьяна Евгеньевна Попова.
Дочь — Анна, учитель и внучка Дарья.

## Репертуар и роли
- Федор Иванович Тютчев — «Прощальный свет», Павел Павловский (2007, реж. Т. Е. Попова);
- Замухрышкин — «Игроки», Н. В. Гоголь (2008, реж. Б. Н. Голубицкий);
- Оброшенов — «Шутники», А. Н. Островский (2012, реж. Б. Н. Голубицкий).

### Роли в кино
- 2015 — Джуна — эпизод

## Награды
- Народный артист Российской Федерации (2024)[4].
- Заслуженный артист Российской Федерации (2000).
- Лауреат премии семейных симпатий, учреждённой прямыми потомками основателя театра графа С. М. Каменского (2007).
- Лауреат Тургеневской премии (2000).
- Заслуженный артист Чувашии (1988).